# Batman: A gyilkos tréfa (film)
A Batman: A gyilkos tréfa (eredeti cím: Batman: The Killing Joke) 2016-ban bemutatott amerikai 2D-s számítógépes animációs film, amelynek a rendezője Sam Liu, a producerei Bruce Timm, Alan Burnett és Sam Register, az írója Brian Azzarello, a zeneszerzői Michael McCuistion, Lolita Ritmanis és Kristopher Carter. A DVD-film a Warner Bros. Animation és DC Comics gyártásában készült, a Warner Bros. Pictures forgalmazta. Műfaját tekintve akciófilm.
Amerikában 2016. július 22-én adták ki DVD-n, Magyarországon pedig 2016-ban.

## Szereplők
| Szereplő | Eredeti hang       | Magyar hang     |
| --- | ------------------ | --------------- |
| Bruce Wayne / Batman | Kevin Conroy       | Varga Gábor     |
| Joker | Mark Hamill        | Viczián Ottó    |
| Barbara Gordon / Batgirl | Tara Strong        | Czető Zsanett   |
| James Gordon felügyelő | Ray Wise           | Barbinek Péter  |
| Harvey Bullock nyomozó | Robin Atkin Downes | Törköly Levente |
| Francesco | John DiMaggio      | Forgács Gábor   |
| Reese | J. P. Karliak      | Joó Gábor       |
| Murray | Andrew Kishino     | Papucsek Vilmos |
| Mitch | Nolan North        | Szatmári Attila |
| Paris | Maury Sterling     | Szabó Máté      |
| Vidámparkos | Fred Tatasciore    | Bolla Róbert    |
| Jeannie | Anna Vocino        | Kis-Kovács Luca |
| További magyar hangok |                    |                 |
| Bor László, Czifra Krisztina, Fehérváry Márton, Gyurin Zsolt, Holl Nándor, Imre István, Kossuth Gábor, Mesterházy Gyula, Mohácsi Nóra, Németh Attila István, Pupos Tímea, Sörös Miklós, Téglás Judit |                    |                 |